# Tony Scheffler

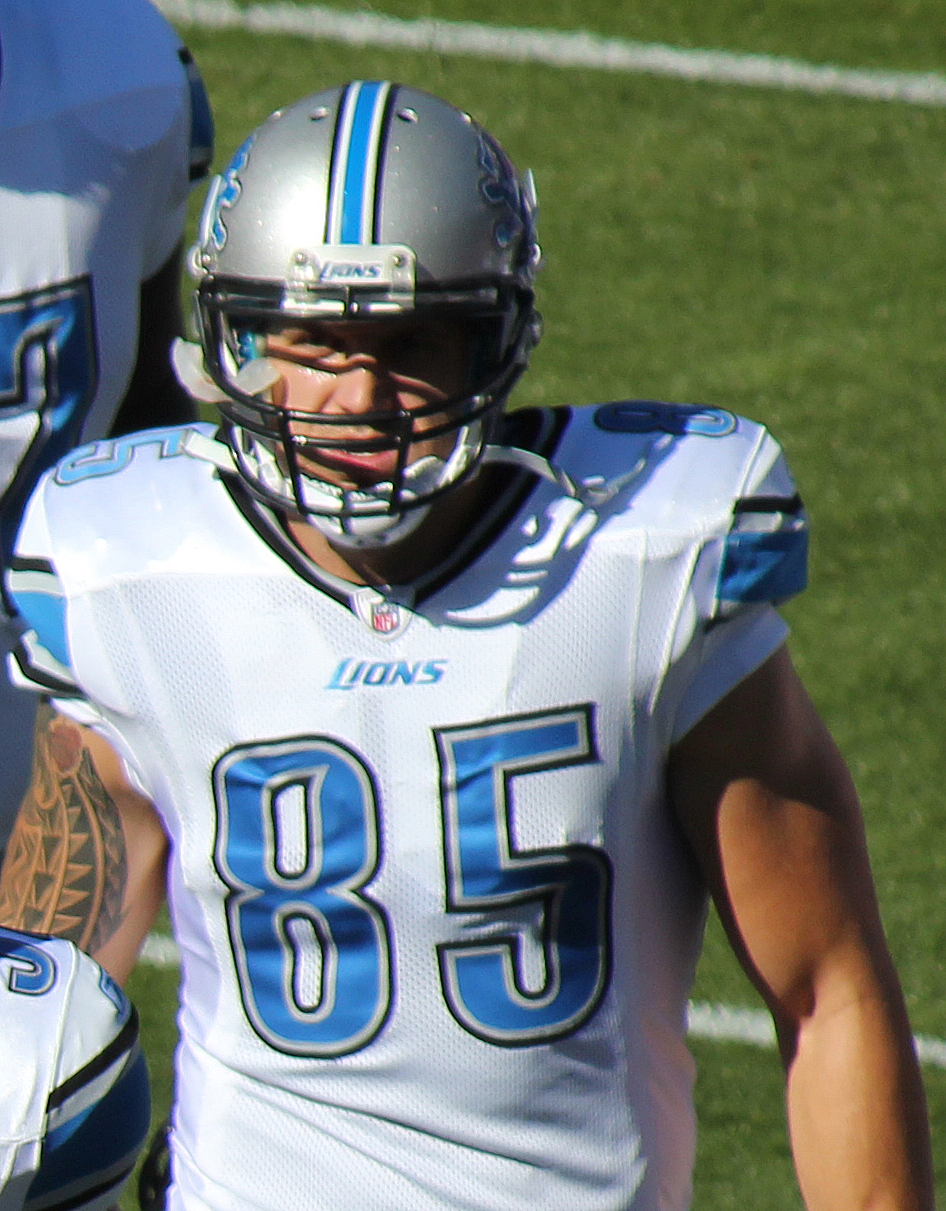
Tony Scheffler 2011.

Tony Scheffler, född 15 februari 1983 i Morenci i Michigan, är en amerikansk utövare av amerikansk fotboll, som spelade i NFL 2006–2013. Innan dess spelade han collegefotboll för Western Michigan Broncos. Han spelade 2006–2009 för Denver Broncos och 2010–2013 för Detroit Lions.